# Priscilla Carnaval
Priscilla Andreia Stevaux Carnaval, née le 2 janvier 1993 à Sorocaba est une coureuse cycliste brésilienne, spécialiste du BMX. Son nom est abrégé en Priscilla Carnaval ou Priscilla Stevaux, selon les sources.

## Biographie
Priscilla Carnaval commence le BMX à l'âge de 7 ans, inspirée par son frère aîné. En tant que junior (17/18 ans), elle remporte la médaille d'argent aux championnats panaméricains en 2010 et en 2011 elle participe à la finale des championnats du monde, où elle termine sixième. En juin 2011, elle remporte une course de Coupe d'Europe juniors en Suisse. Elle décroche la médaille de bronze aux championnats sud-américains en 2011 et 2012,. 
Elle est entraînée par son frère depuis 2012. Pour préparer les Jeux olympiques de 2016 disputés à domicile, elle abandonne ses études d'architecture et se consacre entièrement au BMX. Elle se distingue régulièrement lors de compétitions en Amérique du Sud. En 2014, elle devient championne du Brésil et réitère ce succès à trois reprises. Elle est logiquement sélectionnée pour représenter le Brésil aux Jeux olympiques de Rio, mais est éliminée en demi-finales du BMX en terminant dernière de sa série.
De 2016 à 2023, elle monte à cinq reprises sur le podium aux championnats panaméricains, décrochant le titre en 2018. Elle a de nouveau représenté son pays aux Jeux olympiques de Tokyo en 2021, où elle est éliminée en quarts de finale du BMX après trois sixièmes places. Son meilleur résultat au classement général de la Coupe du monde de BMX a été une neuvième place en 2017.

## Palmarès

### Jeux olympiques
- Rio de Janeiro 2016
  - Éliminée en demi-finales du BMX
- Tokyo 2020
  - Éliminée en quarts de finale du BMX

### Coupe du monde
- 2017 : 9e du classement général

### Championnats panaméricains
- Quito 2010
  -  Médaillée d'argent du BMX juniors
- Santiago del Estero 2016
  -  Médaillée de bronze du BMX
- Santiago del Estero 2017
  -  Médaillée d'argent du BMX
- Medellín 2018
  -  Championne panaméricaine de BMX
- Lima 2021
  -  Médaillée de bronze du BMX
- Riobamba 2023
  -  Médaillée de bronze du BMX

### Championnats du Brésil
- 2014
  -  Championne du Brésil de BMX
- 2015
  -  Championne du Brésil de BMX
- 2016
  -  Championne du Brésil de BMX
- 2018
  -  Championne du Brésil de BMX